# Рюдесгайм-ан-дер-Нае
Рюдесгайм-ан-дер-Нае (нім. Rüdesheim an der Nahe) — громада в Німеччині, розташована в землі Рейнланд-Пфальц. Входить до складу району Бад-Кройцнах. Складова частина об'єднання громад Рюдесгайм.
Площа — 3,47 км2. Населення становить 2689 ос. (станом на 31 грудня 2020).

## Галерея

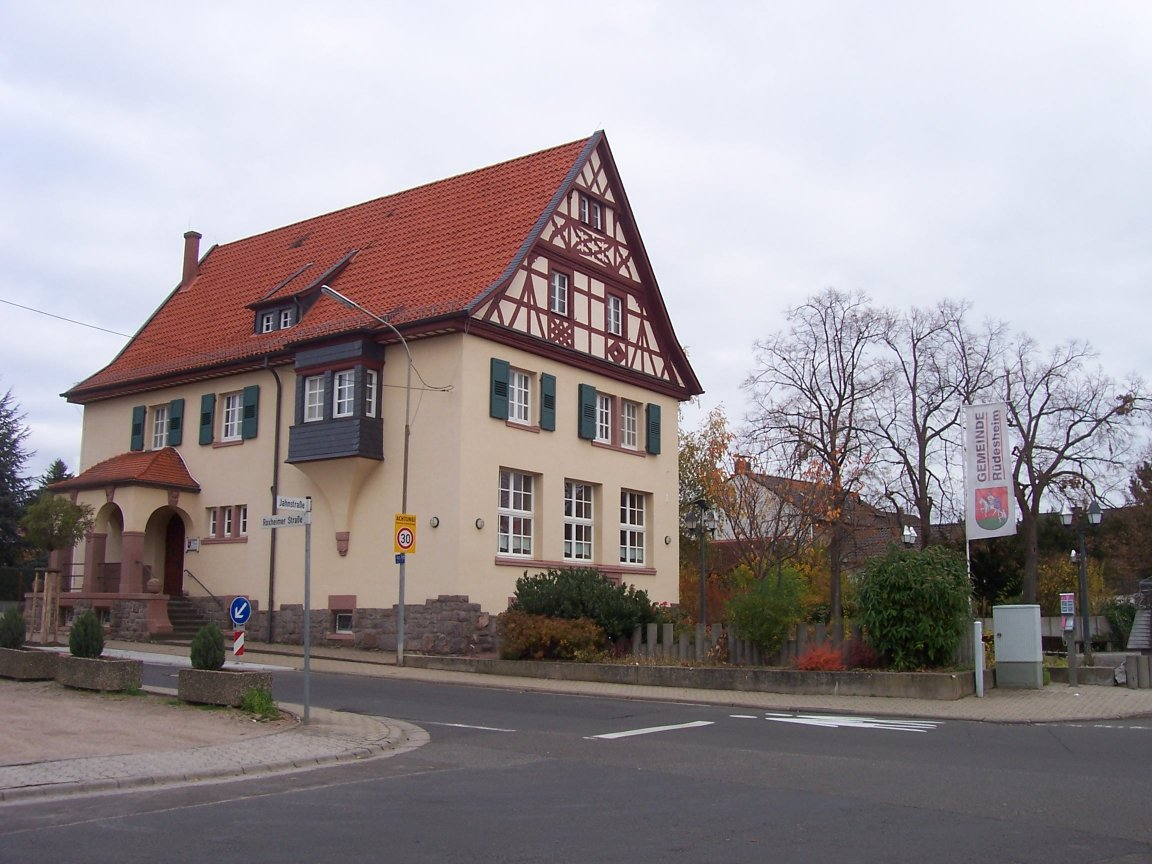